# NGC 4208
NGC 4208 (NGC 4212) je spiralna galaktika u zviježđu Berenikinoj kosi. Naknadno je utvrđeno da je NGC 4212 ista galaktika.

## Vanjske poveznice
- (eng.) SEDS: NGC 4208
- (eng.) Revidirani Novi opći katalog
- (eng.) Izvangalaktička baza podataka NASA-e i IPAC-a
- (eng.) Astronomska baza podataka SIMBAD
- (eng.) VizieR